# Parafia św. Anny w Sterdyni
Parafia pw. Świętej Anny w Sterdyni – rzymskokatolicka parafia należąca do dekanatu Sterdyń, diecezji drohiczyńskiej, metropolii białostockiej. Parafię prowadzą księża diecezjalni.

## Zasięg parafii
Do parafii należą wierni z miejscowości: Białobrzegi, Chądzyń, Dzięcioły Bliższe, Dzięcioły Dalsze, Golanki, Kiełpiniec, Kiezie, Dąbrówka, Lebiedzie-Kolonia, Seroczyn-Kolonia, Kuczaby, Lebiedzie, Matejki, Nowe Mursy, Stare Mursy, Paderewek, Paulinów, Stelągi, Sterdyń i Szwejki.

## Historia
Parafia powstała przed 1456. Pierwotny kościół zbudowany w 1472 lub 1517.

### Kościół parafialny
Obecny kościół w stylu późnobarokowym wznieśli w latach 1778–1783 ówcześni dziedzice Sterdyni – generał wojsk koronnych Antoni hr. Ossoliński (zm. 20 maja 1776), starosta sulejowski (1770–1776), oraz jego syn Stanisław z Tęczyna hr. Ossoliński (zm. po 1824), starosta sulejowski (1788–1795), a także żona (od 1786) Józefa z Morsztynów (zm. po 1807).

### Kościoły filialne i kaplice
Do parafii św. Anny przynależy kaplica dojazdowa pw. Matki Bożej Królowej Polski w Kiełpińcu, która powstała w latach 1983–1985. Kaplica została poświęcona 15 lipca 1990 roku przez biskupa siedleckiego Jana Mazura.